# Colline Novaresi bianco
Le Colline Novaresi bianco est un vin italien de la région Piémont doté d'une appellation DOC depuis le 5 novembre 1994. Seuls ont droit à la DOC les vins blancs récoltés à l'intérieur de l'aire de production définie par le décret. Les vignobles autorisés se situent en province de Novare, quelques kilomètres au sud du Lac Majeur, dans les communes de Barengo, Boca, Bogogno, Borgomanero, Briona, Cavaglietto, Cavaglio d'Agogna, Cavallirio,  Cressa, Cureggio, Fara Novarese, Fontaneto d'Agogna, Gattico, Ghemme, Grignasco, Maggiora, Marano Ticino, Mezzomerico, Oleggio, Prato Sesia, Romagnano Sesia, Sizzano, Suno, Vaprio d'Agogna et Veruno.

## Caractéristiques organoleptiques
- couleur: jaune paille plus ou moins intense
- odeur: parfumé, délicat.
- saveur: légèrement amer, parfois vif..

## Production
Province, saison, volume en hectolitres :
- Novara  (1995/96)  85,29
- Novara  (1996/97)  398,79